# سرکوب رای‌دهندگان در ایالات متحده
سرکوب رای‌دهندگان در ایالات متحده تلاش‌های قانونی و غیرقانونی مختلف برای جلوگیری از استفاده واجدان شرایط از حق رای خود است. در جایی که یافت می‌شود، چنین تلاش‌هایی برای سرکوب رأی دهندگان بر اساس ایالت، دولت محلی، حوزه و انتخابات متفاوت است. سرکوب رأی دهندگان در طول تاریخ برای تبعیض نژادی، جنسیتی، سنی و معلولیتی مورد استفاده قرار گرفته است. 
قبل و در طول جنگ داخلی آمریکا، آفریقایی-آمریکایی‌ها قادر به رای دادن نبودند. پس از جنگ داخلی، به همه آفریقایی-آمریکایی‌ها حق رای اعطا شد، که باعث شد برخی از دموکرات‌های جنوبی و ایالت‌های کنفدراسیون سابق اقداماتی مانند مالیات‌های نظرسنجی یا آزمون‌های زبان را انجام دهند که ظاهراً در آن زمان با قانون اساسی ایالات متحده مغایرت نداشت، اما از آنها استفاده می‌شد. دسترسی به رأی دهی را محدود و متوقف کنید. دسترسی آمریکایی‌های آفریقایی‌تبار به ثبت نام و رای دادن اغلب تا قانون حقوق مدنی۱۹۶۴ دشوار بود و همچنان موضوع بحث است. 
زنان آمریکایی تا قبل از اصلاحیه نوزدهم در سال۱۹۲۰ از حق رای حمایت شده در قانون اساسی برخوردار نبودند، در حالی که حق رای بومیان آمریکا تا سال۱۹۲۴ با قانون شهروندی هند به‌طور کامل تصویب نشد. 
تا سال۱۹۷۱، با تصویب اصلاحیه بیست و ششم، حداقل سن رای دادن در ایالات متحده ۲۱سال بود، نه ۱۸ سال. اصلاحیه قانون اساسی برای بهبود دسترسی به رای دادن برای سالمندان و معلولان در سال ۱۹۸۴ تصویب شد. 
بر اساس گزارش مرکز عدالت برنان، تا ۲۴ مارس ۲۰۲۱، بیش از ۳۶۱ لایحه که دسترسی به رای را محدود می‌کند در ۴۷ ایالت ارائه شده است.

## رای

### حق رای سیاه پوستان و بومیان آمریکا
تصویب پانزدهمین متمم در سال ۱۸۷۰ حق رای را برای مردان از همه نژادها، از جمله بردگان سابق، تضمین کرد. در ابتدا، این منجر به مشارکت بالای رأی دهندگان در میان آفریقایی-آمریکایی‌ها در جنوب شد. در انتخابات ریاست جمهوری ایالات متحده در سال ۱۸۸۰، اکثریت رای دهندگان آفریقایی-آمریکایی واجد شرایط در هر ایالت جنوبی به جز دو مورد، رأی دادند. در هشت ایالت جنوبی، مشارکت سیاهپوستان برابر یا بیشتر از سفیدپوستان بود. در پایان دوران بازسازی، ایالت‌های جنوبی شروع به اجرای سیاست‌هایی برای سرکوب رای دهندگان سیاه‌پوست کردند. پس از سال ۱۸۹۰، کمتر از ۹۰۰۰ نفر از ۱۴۷۰۰۰ رای دهنده آفریقایی-آمریکایی واجد شرایط می‌سی‌سی‌پی برای رای دادن ثبت نام کردند یا حدود ۶٪. لوئیزیانا از ۱۳۰۰۰۰ رای دهنده آفریقایی-آمریکایی ثبت شده در سال۱۸۹۶ به۱۳۴۲ در سال۱۹۰۴ رسید (حدود ۹۹درصد کاهش). بین پایان دوران بازسازی و تصویب قانون حقوق مدنی در سال ۱۹۶۴، حقوق رأی دهندگان سیاه‌پوست به‌طور مکرر نقض می‌شد. تصمیم در مورد دادگاه داخلی چروکی جورجیا در سال ۱۸۳۱ به این معنی بود که مردم بومی اساساً تا تصویب اصلاحیه ۱۵، زمانی که زمینه خاصی برای حق رای به دست آمد، حق رأی ندارند. بومیان آمریکا تا زمان قانون شهروندی هند در سال ۱۹۲۴ همچنان با چالش رای دادن مواجه بودند.

#### مالیات رای‌گیری
مالیات‌های رای‌گیری برای سلب حق رای رای‌دهندگان، به ویژه آفریقایی-آمریکایی‌ها و سفیدپوستان فقیر در جنوب استفاده شد. مالیات‌های رای‌گیری در دهه ۱۸۹۰ شروع شد و از واجدین شرایط رای دادن می‌خواست قبل از رای دادن مبلغی را پرداخت کنند. برخی از سفیدپوستان فقیر اگر اجدادی داشتند که قبل از دوران جنگ داخلی رای می‌داد، پدربزرگ می‌شدند. این بدان معنا بود که آنها از پرداخت مالیات معاف بودند. یازده ایالت جنوبی (آلاباما، آرکانزاس، فلوریدا، جورجیا، لوئیزیانا، می‌سی‌سی‌پی، کارولینای شمالی، کارولینای جنوبی، تنسی، تگزاس و ویرجینیا)، و همچنین چندین ایالت خارج از جنوب، مالیات‌های رای‌گیری وضع کردند. مکانیسم مالیات رای‌گیری بر اساس ایالت به ایالت متفاوت بود. در آلاباما، مالیات رای‌گیری انباشته بود، به این معنی که یک مرد برای رای دادن باید از بیست و یک سالگی به بعد تمام مالیات‌های رای‌گیری را می‌پرداخت. در ایالت‌های دیگر، مالیات‌های رای‌گیری باید چندین سال قبل از واجد شرایط بودن برای رای دادن پرداخت می‌شد. اجرای قوانین مالیاتی رای‌گیری ناهموار بود. مقامات انتخاباتی این اختیار را داشتند که آیا از رأی‌دهندگان رسید مالیاتی رای‌دهی درخواست کنند یا نه.
قانون اساسی بودن مالیات رای‌گیری توسط دادگاه عالی در سال ۱۹۳۷ و بار دیگر در سال ۱۹۵۱ توسط دادگاه فدرال در باتلر علیه.تامپسون با وجود تأییدیه‌های قضایی، محبوبیت مالیات‌های رای‌گیری با پنج ایالت جنوبی که تا سال ۱۹۶۲ (آلاباما، آرکانزاس، می‌سی‌سی‌پی، تگزاس و ویرجینیا) مالیات‌های رای‌گیری را حفظ کردند، کاهش یافت. مالیات رای‌گیری در سال ۱۹۶۴ توسط اصلاحیه بیست و چهارم به‌طور رسمی ممنوع شد.

#### تست سواد
مانند مالیات رای‌گیری، تست سواد در درجه اول به محرومیت از حق رای دهندگان فقیر یا آفریقایی آمریکایی در جنوب مورد استفاده قرار گرفت. نرخ سواد افریقایی-امریکایی تا سال۱۹۴۰ از نرخ سواد سفید عقب مانده بود. تست‌های سواد به‌طور ناهموار اعمال شد: صاحبان املاک اغلب معاف بودند و همچنین کسانی که حق رای داشتند (یا اجدادشان حق رای داشتند) در سال۱۸۶۷ که قبل از تصویب متمم پانزدهم بود. برخی از ایالت‌ها جانبازان جنگ داخلی را از تست معاف کردند. تستهای سواد به سختی متفاوت بود و افریقایی‌ها اغلب تست‌های سخت تری می‌دادند. در شهرستان ماکون به عنوان مثال در اواخر دهه۱۹۵۰ حداقل دوازده سفیدپوست که دوره ابتدایی را تمام نکرده بودند تست سواد را پشت سر گذاشتند در حالی که چندین آفریقایی تحصیل کرده دانشگاهی شکست خوردند. تست سواد در خارج از جنوب نیز شایع بود، همان‌طور که بعنوان نگه داشتن عناصر نامطلوب جامعه دیده می‌شد (فقرا، مهاجران، یا بی اطلاع) از رای‌گیری؛ بیست ایالت هنوز تست سواد پس از جنگ جهانی دوم بود، از جمله هفت ایالت جنوبی، کالیفرنیا، کانکتیکات، ماساچوست، و نیویورک. سال۱۹۷۰ اصلاحیه قانون حقوق رای‌گیری استفاده از تست سواد برای تعیین واجد شرایط بودن رای‌گیری را ممنوع کرد.

### حق رای زنان
حرکت برای حق رای زنان در ایالات متحده در دهه ۱۸۴۰ آغاز شد. سازمان‌ها در سال ۱۸۶۹شروع بکار کردند و در نهایت در سال۱۸۹۰ به عنوان انجمن ملی حق رأی زنان آمریکا (NAWSA) با سوزان بی.آنتونی به عنوان نیروی اصلی آن ادغام شدند. حق رای‌ها در اوایل دهه۱۸۷۰ تلاش‌های زیادی برای رای دادن انجام دادند به این امید که دادگاه عالی ایالات متحده را متقاعد کنند که به زنان حق رای بدهد. این گروه برای حق رای بر اساس ایالت به ایالت مبارزه کرد. در آغاز قرن نوزدهم، کری چپمن کت رهبری دو میلیون عضو انجمن ملی حق رأی زنان آمریکا را برای حمایت از اصلاحیه قانون اساسی که به زنان حق رای بدهد، در اولویت قرار داد. پس از یک سری رای در کنگره و در مجالس قانونگذاری ایالتی، متمم نوزدهم در ۱۸ اوت۱۹۲۰ تصویب شد. در این اصلاحیه آمده است: «حق شهروندان ایالات متحده برای رای دادن نباید توسط ایالات متحده یا هیچ ایالتی به دلیل جنسیت انکار یا کوتاه شود.»

### حق رای جوانان
اصلاحیه بیست و ششم قانون اساسی ایالات متحده آمریکا

#### پاکسازی فهرست رای دهندگان
در سال۱۹۹۸،فلوریدا پرونده مرکزی رأی‌دهندگان فلوریدا را برای مبارزه با تقلب در رأی‌گیری که در انتخابات شهردار میامی در سال۱۹۹۷ مستند شده بود، ایجاد کرد. بسیاری از افراد از لیست‌های ثبت نام رای دهندگان در فلوریدا حذف شدند، زیرا نام آنها شبیه به مجرمان محکوم بود که در آن زمان طبق قانون فلوریدا اجازه رأی دادن نداشتند. بر اساس گزارش پالم بیچ پست، آفریقایی-آمریکایی‌ها ۸۸درصد از کسانی که از فهرست حذف شده‌اند را تشکیل می‌دهند، اما تنها حدود ۱۱درصد از رای دهندگان فلوریدا بودند. با این حال، با توجه به وزارت اجرای قانون فلوریدا، نزدیک به ۸۹٪از مجرمان محکوم شده در فلوریدا سیاه‌پوست هستند؛ بنابراین، می‌توان انتظار داشت که پاکسازی مجرمان محکوم شامل تعداد بی‌تناسبی از سیاه‌پوستان باشد.پست اضافه کرد که «بررسی سوابق ایالتی، ایمیل‌های داخلی کارکنان دی بی تی و شهادت در برابر کمیسیون حقوق مدنی و یک کارگروه انتخاباتی هیچ مدرکی دال بر اینکه اقلیت‌ها به‌طور خاص هدف قرار گرفته‌اند را نشان نداد.»
بین نوامبر۲۰۱۵ و اوایل سال۲۰۱۶، بیش از ۱۲۰۰۰۰رأی دهنده در بروکلین، نیویورک از لیست حذف شدند. مقامات اعلام کرده‌اند که پاکسازی یک اشتباه بوده است و کسانی که حذف شده‌اند نماینده «بخش گسترده‌ای» از رای دهندگان هستند. با این حال، یک تجزیه و تحلیل نشان داد که پاکسازی به‌طور نامتناسبی بر مناطق اکثریت اسپانیایی‌تبار تأثیر گذاشته است. این هیئت اعلام کرد که همه رای دهندگان را به موقع برای انتخابات مقدماتی کنگره در سال ۲۰۱۶ بازگرداند. هیئت انتخابات متعاقباً منصوب جمهوری‌خواه را در ارتباط با پاکسازی معلق کرد، اما همتای دموکرات او را حفظ کرد.
در سال۲۰۰۸، بیش از ۹۸۰۰۰رای‌دهنده ثبت نام شده در جورجیا از فهرست رای دهندگان حذف شدند، زیرا در سوابق کامپیوتری اطلاعات هویتی آنها مغایرت وجود داشت. حدود ۴۵۰۰رای‌دهنده باید تابعیت خود را ثابت می‌کردند تا حق رای خود را به دست آورند.
جورجیا به چالش کشیده شد برای درخواست تأییدیه‌های مبتنی بر تأمین اجتماعی بیشتر از هر ایالت دیگر در مجموع حدود ۲میلیون رأی دهنده. یک وکیل دخیل در این دعوی گفت که از آنجایی که نامه‌ها ظرف ۹۰روز پس از انتخابات پست شده‌اند، جورجیا قوانین فدرال را نقض کرده است. مدیر پروژه حقوق رای جورجیا اتحادیه آزادی مدنی آمریکا گفت: "آنها به‌طور سیستماتیک از این لیست‌ها استفاده می‌کنند و آنها را مطابقت می‌دهند و از آن مطابقت‌ها برای ارسال این نامه‌ها به رای دهندگان استفاده می‌کنند. آنها از یک روش تصفیه سیستماتیک استفاده می‌کنند که صراحتاً توسط قوانین فدرال ممنوع است، الیز شور، وکیل منطقه ای صندوق دفاع حقوقی و آموزشی مکزیکی آمریکایی (MALDEF)، موافقت کرد که نامه‌ها به نظر می‌رسد ناقض دو قانون فدرال علیه پاکسازی رأی دهندگان ظرف ۹۰ روز پس از انتخابات است. مردم هدف قرار می‌گیرند و به مردم گفته می‌شود که آنها غیر شهروند هستند، از جمله شهروندان دارای تابعیت و شهروندان متولد آمریکا. بر اساس اطلاعات موجود در پایگاه داده‌ای که توسط وزارت دادگستری (DOJ) بررسی و تأیید نشده است و ما می‌دانیم که دارای نقص‌هایی است، به آنها گفته می‌شود که واجد شرایط رای دادن نیستند. کارن هندل، وزیر امور خارجه، حذف نام رای دهندگان نمونه ای از سرکوب رای دهندگان را رد کرد.
در سال ۲۰۱۹، قاضی پاول وی. مالوی، رئیس دادگاه منطقه ای از شهرستان اوزاکی، ویسکانسین، ۲۳۴۰۰۰ رای دهنده را از فهرست فهرست‌های ایالتی حذف کرد و حکم داد که قانون ایالتی او را مجبور به انجام این کار می‌کند.

#### محدودیت در رای‌گیری زودهنگام و غیرحضوری
در کارولینای شمالی، قانونگذاران جمهوری‌خواه داده‌هایی را در مورد شیوه‌های مختلف رای‌گیری، به تفکیک نژاد، درخواست کردند. آنها سپس قوانینی را تصویب کردند که رای دادن و ثبت نام را محدود می‌کرد که به‌طور نامتناسبی بر آمریکایی‌های آفریقایی‌تبار تأثیر می‌گذاشت، از جمله کاهش رای دادن زودهنگام. در یک پرونده دادگاه استیناف در سال۲۰۱۶، دادگاه استیناف ایالات متحده برای حوزه چهارم قانونی را لغو کرد که اولین هفته رای‌گیری زودهنگام را حذف کرد. دادگاه اعلام کرد که جمهوری‌خواهان از داده‌هایی که جمع‌آوری کرده‌اند برای حذف اولین هفته رای‌گیری زودهنگام استفاده کردند، زیرا رای دهندگان آمریکایی آفریقایی‌تبار بیشتری در آن هفته رای دادند و رای دهندگان آفریقایی آمریکایی بیشتر به دموکرات‌ها رای دادند. بین سال‌های ۲۰۰۸ تا ۲۰۱۲ در کارولینای شمالی، ۷۰ درصد از رای‌دهندگان آفریقایی آمریکایی زودهنگام رای دادند. پس از کاهش در رای‌گیری زودهنگام، مشارکت آمریکایی‌های آفریقایی‌تبار در رای‌گیری زودهنگام ۸٫۷درصد (حدود ۶۶۰۰۰رای) در کارولینای شمالی کاهش یافت.
از سال۲۰۲۰، جورجیا از رای دهندگان غایب می‌خواهد که هزینه پست خود را برای برگه‌های رای خود تهیه کنند. در ۸ آوریل۲۰۲۰،اتحادیه آزادی‌های مدنی آمریکا شکایتی را در اعتراض به این قانون تنظیم کرد و مدعی شد که «معادل مالیات نظرسنجی است.»

#### اطلاعات نادرست رویه رای‌گیری
اطلاعات نادرست رویه رای‌گیری شامل دادن اطلاعات نادرست به رای دهندگان در مورد زمان و نحوه رای دادن است که باعث می‌شود آنها در رای دادن معتبر ناکام شوند.
به عنوان مثال، در انتخابات برکناری مجلس سنای ایالت ویسکانسین در سال۲۰۱۱، آمریکایی‌ها برای رفاه، یک گروه مدافع سیاسی محافظه کار که در سال۲۰۰۴ توسط برادران چارلز و دیوید کخ برای حمایت از نامزدها و اهداف جمهوری‌خواه در ایالات متحده تأسیس شد، بسیاری از رأی دهندگان دموکرات را فرستاد. نامه ای که مهلت نادرستی برای بازگرداندن برگه‌های رای غایب داده بود. رای‌دهندگانی که به ضرب الاجل در ارسال نامه تکیه می‌کردند، ممکن بود برگه‌های رای خود را خیلی دیر ارسال کرده باشند تا شمارش نشود. این سازمان ادعا کرد که علت آن یک اشتباه تایپی بوده است.
درست قبل از انتخابات۲۰۱۸،نیویورک تایمز به خوانندگان دربارهٔ انواع متعددی از اطلاعات نادرست عمدی هشدار داد که گاهی اوقات جمعیت رای دهندگان خاص را هدف قرار می‌دهد. این نوع اطلاعات نادرست شامل اطلاعات نادرست در مورد رای دادن به صورت آنلاین از طریق ایمیل و پیام متنی،انتشار عکس‌های اصلاح‌شده در سال۲۰۱۶ بود که ادعا می‌کرد مأموران اداره مهاجرت و گمرک(ICE) رای‌دهندگان را در محل‌های رای‌گیری دستگیر می‌کردند و شامل زبان تهدید برای ارعاب رای‌دهندگان لاتین تبار بود، تقلب در محل رای‌گیری، اطلاعات نادرست در مورد گزینه‌های رای‌گیری از راه دور، متن‌های مشکوک، شایعات مربوط به نقص دستگاه رای‌گیری، عکس‌ها و فیلم‌های گمراه کننده، و ادعاهای دروغین تقلب در رای‌دهندگان.تایمز اضافه کرد که پیام‌هایی که ظاهراً ترامپ برای رأی دهندگان در ایندیانا، کانزاس، میشیگان و جورجیا ارسال کرده است، در واقع از سوی سازمان‌های جمهوری‌خواه منتشر شده است. در سال۲۰۱۸، ترامپ در واقع اطلاعات مربوط به ماشین‌های معیوب را در یک شهرستان یوتا منتشر کرد و این تصور را ایجاد کرد که چنین مشکلاتی در سراسر کشور وجود دارد.

#### لیست‌های قفس بندی
لیست‌های محصور شده توسط احزاب سیاسی برای حذف رای دهندگان بالقوه ثبت نام شده درسایر احزاب سیاسی استفاده شده است. یک حزب سیاسی نامه‌های ثبت شده را به آدرس رای دهندگان ثبت نام شده ارسال می‌کند. اگر نامه بعنوان غیرقابل تحویل بازگردانده شود، سازمان پستی از این واقعیت برای بچالش کشیدن ثبت‌نام استفاده می‌کند و استدلال می‌کند که از آنجایی که رای‌دهنده در آدرس دسترسی پیدا نمی‌کند، ثبت نام تقلبی است.

#### الزامات شناسایی
برخی از ایالت‌ها الزامات کارت شناسایی عکس‌دار را وضع کرده‌اند، که منتقدان ادعا می‌کنند با هدف کاهش مشارکت رای‌دهندگان اقلیت است. بررسی شده است که آیا قوانین شناسنامه عکس دار به‌طور نامتناسبی بر رای دهندگان غیرسفیدپوست و رای دهندگان کم درآمد تأثیر می‌گذارد یا خیر: برای مثال، ۸ درصد از سفیدپوستان آمریکایی فاقد گواهینامه رانندگی هستند، در مقایسه با ۲۵درصد از شهروندان آفریقایی-آمریکایی. برای گواهینامه‌های رانندگی که منقضی نشده و آدرس و نام ذکر شده دقیقاً مطابق با سابقه ثبت نام رأی دهندگان است، ۱۶درصد از سفیدپوستان آمریکایی فاقد گواهینامه معتبر هستند، درمقایسه با ۲۷درصد از لاتین تبارها و ۳۷درصد برای آمریکایی‌های آفریقایی‌تبار. در ژوئیه۲۰۱۶، یک دادگاه استیناف فدرال دریافت که قانون شناسه رای دهندگان تگزاس در سال۲۰۱۱ علیه رای دهندگان سیاه‌پوست و اسپانیایی تبعیض قائل شده است زیرا تنها چند نوع شناسنامه مجاز بوده است. برای مثال، کارت شناسایی نظامی و مجوزهای حمل مخفی مجاز بود، اما کارت شناسایی عکس کارمندان دولتی و کارت شناسایی عکس دانشگاه مجاز نبودند. در آگوست۲۰۱۷، نسخه بروز شده همان قانون شناسه رای دهندگان تگزاس در دادگاه منطقه فدرال خلاف قانون اساسی تشخیص داده شد. قاضی منطقه نشان داد که یکی از راه حل‌های بالقوه برای تبعیض این است که دستور دهد قوانین مربوط به انتخابات تگزاس از قبل توسط وزارت دادگستری ایالات متحده(DOJ) تأیید شود. دادگاه همچنین حکم داد که این قانون برخی از رای دهندگان را مجبور می‌کند تا برای بروز رسانی اطلاعات هویتی خود، برای سفر به یک اداره دولتی پول خرج کنند. دادگاه این ماده را با مالیات نظرسنجی مقایسه کرد.
در طول قرن۲۱، ویسکانسین و کارولینای شمالی ایالت‌هایی با دولت‌های تحت کنترل جمهوری خواهان قوانینی را تصویب کردند که توانایی مردم را برای رای دادن با استفاده از کارت‌های شناسایی دانشجویی برای شناسایی محدود می‌کند. این احتمالاً به دلیل این واقعیت است که دانش آموزان تمایل دارند نسبت به جمعیت عمومی آزادتر باشند.
مقاله ای در سال۲۰۱۹ توسط اقتصاددانان دانشگاه بولونیا و دانشکده بازرگانی هاروارد نشان داد که قوانین شناسایی رای دهندگان «هیچ تأثیر منفی بر ثبت نام یا مشارکت، به‌طور کلی یا برای هر گروهی که بر اساس نژاد، جنسیت، سن یا وابستگی حزبی تعریف می‌شود» ندارد. یک مطالعه در سال۲۰۱۹ در مجله مطالعات انتخاباتی نشان داد که اجرای قوانین شناسایی رای دهندگان در کارولینای جنوبی مشارکت کلی را کاهش داد اما تأثیر متفاوتی نداشت. مطالعات۲۰۱۹ در فصلنامه علوم سیاسی و ژورنال اقتصادی اقیانوس اطلس هیچ مدرکی مبنی بر اینکه قوانین شناسه رای دهندگان تأثیر نامتناسبی بر اقلیت‌ها دارد، پیدا نکردند، در حالی که مطالعات دیگر متفاوت است. این ادعاها با «یافته‌های واقعیت و نتیجه‌گیری‌های قانون» در فیش علیه کوباخ: در آن پرونده، قاضی جولی رابینسون، که توسط رئیس‌جمهور جورج دبلیو بوش، یک جمهوری‌خواه به سمت دادگاه منصوب شده بود، خاطرنشان کرد که قانون اثبات شهروندی کانزاس به‌طور غیرقانونی ۱۲٫۴ درصد از درخواست‌های ثبت نام رای دهندگان جدید، بیش از ۳۱۰۰۰ شهروند آمریکایی در طول دوره تحت پوشش داده‌های در نظر گرفته شده را رد کرده است.

## نمونه‌های تاریخی

### نبرد روز انتخابات شهرستان گالاتین ۱۸۳۸
ویلیام پنیستون، نامزد مجلس قانونگذاری ایالت میسوری، اظهارات تحقیرآمیزی دربارهٔ مورمون‌ها ارائه کرد و به آنها هشدار داد که در انتخابات شرکت نکنند. پنیستون با یادآوری قدرت انتخاباتی فزاینده جامعه مورمون به ساکنان شهرستان دیویس، در گالاتین سخنرانی کرد و مدعی شد که اگر میسوری‌ها «از افرادی مانند این [مورمون‌ها] رنج ببرند که رای دهند، بزودی حق رای خود را از دست خواهید داد.» حدود ۲۰۰غیر مورمون در روز انتخابات در گالاتین جمع شدند تا از رای دادن مورمون‌ها جلوگیری کنند.
هنگامی که حدود ۳۰ قدیسان آخرالزمان به محل رای‌گیری نزدیک شدند، یک میسوریایی به نام دیک ولدون اعلام کرد که مورمون‌ها در شهرستان کلی اجازه رای دادن ندارند. یکی از مورمون‌های حاضر، ساموئل براون، ادعا کرد که اظهارات پنیستون دروغ بوده و سپس اعلام کرد که قصد دارد رای دهد. این موضوع باعث درگیری بین اطرافیان شد. مورمون‌ها از دانیت‌ها، یک گروه مراقب مورمون‌ها دعوت کردند و میسوری‌ها صحنه را ترک کردند تا اسلحه و مهمات به دست آورند و سوگند یاد کردند که مورمون‌ها را بکشند.
در میان دو طرف شایعاتی مبنی بر وجود تلفات در این درگیری منتشر شد. هنگامی که جوزف اسمیت و داوطلبان برای ارزیابی وضعیت به آدام-وندی-احمان رفتند، متوجه شدند که هیچ حقیقتی در شایعات وجود ندارد.

### قوانین جیم کرو
قوانین جیم کرو قوانین ایالتی و محلی بودند که جداسازی نژادی را در جنوب ایالات متحده اجرا می‌کردند. همه در اواخر قرن۱۹ و اوایل قرن۲۰ توسط مجالس ایالتی تحت سلطه دموکرات‌های سفیدپوست پس از دوره بازسازی به تصویب رسیدند. این قوانین تا سال۱۹۶۵ اجرا می‌شد. منشأ عبارت «جیم کرو» اغلب به «پرش جیم کرو» نسبت داده می‌شود، کاریکاتور آهنگ و رقص سیاه پوستان توسط بازیگر سفیدپوست توماس دی رایس با چهره سیاه، که اولین بار در سال۱۸۳۲ ظاهر شد و برای طنز استفاده شد. سیاست‌های پوپولیستی اندرو جکسون در نتیجه شهرت رایس، «جیم کرو» تا سال۱۸۳۸ به یک عبارت تحقیرآمیز به معنای «سیاهپوست» تبدیل شد. هنگامیکه مجالس جنوبی قوانین جداسازی نژادی را علیه سیاهان در پایان قرن نوزدهم تصویب کردند، این قوانین به قوانین جیم کرو معروف شدند.
در طول دوره بازسازی۱۸۶۵–۱۸۷۷، قوانین فدرال حمایت‌های حقوق مدنی را در جنوب ایالات متحده برای آزادگان، آمریکایی‌های آفریقایی‌تبار که قبلاً برده بودند، و اقلیت سیاه پوستانی که قبل از جنگ آزاد شده بودند، فراهم کرد. در دهه۱۸۷۰،دموکرات‌ها به تدریج قدرت را در مجالس جنوبی به دست آوردند، با استفاده از گروه‌های شبه‌نظامی شورشی، مانند لیگ سفید و پیراهن‌های سرخ، برای برهم زدن سازمان‌دهی جمهوری‌خواهان، اداره مقامات جمهوری‌خواه در خارج از شهر، و ارعاب سیاه‌پوستان برای سرکوب رای دادن استفاده کردند.
در سال۱۸۷۷، مصالحه حزب دموکرات ملی برای جلب حمایت جنوب در انتخابات ریاست جمهوری (معامله ای فاسد) منجر به خروج آخرین نیروهای فدرال توسط دولت از جنوب شد. دموکرات‌های سفید قدرت سیاسی را درهر ایالت جنوبی بدست آورده بودند.
سیاه‌پوستان همچنان در طول دهه۱۸۸۰ به سمت مناصب محلی انتخاب می‌شدند، اما رای آنها برای انتخابات ایالتی و ملی متوقف شد. دموکرات‌ها قوانینی را تصویب کردند تا ثبت نام رای دهندگان و قوانین انتخاباتی را محدودتر کنند، در نتیجه مشارکت سیاسی اکثر سیاه پوستان و بسیاری از سفیدپوستان فقیر شروع به کاهش کرد. بین سال‌های ۱۸۹۰ و ۱۹۱۰، ده ایالت از یازده ایالت سابق کنفدراسیون، با شروع می‌سی‌سی‌پی، قوانین اساسی یا اصلاحیه‌های جدیدی را تصویب کردند که عملاً اکثر سیاه‌پوستان و ده‌ها هزار سفیدپوست فقیر را از طریق ترکیبی از مالیات‌های نظرسنجی، آزمون‌های سواد و درک و سواد و سوابق، از حق رای محروم کردند.
مشارکت رای دهندگان در جنوب در نتیجه چنین اقداماتی به شدت کاهش یافت. در لوئیزیانا، تا سال۱۹۰۰، رای دهندگان سیاه‌پوست به ۵۳۲۰نفر کاهش یافت، اگرچه اکثریت جمعیت ایالت را تشکیل می‌دادند. تا سال۱۹۱۰، تنها ۷۳۰سیاهپوست ثبت نام کردند که کمتر از ۰٫۵درصد از مردان سیاه‌پوست واجد شرایط بود. «در ۲۷محله از ۶۰ محله ایالت، حتی یک رای دهنده سیاهپوست دیگر ثبت نام نکرده بود؛ در ۹ محله دیگر، تنها یک رای دهنده سیاه‌پوست ثبت نام کرده بود.» اثر تجمعی در کارولینای شمالی به این معنی بود که رای دهندگان سیاه‌پوست در دوره ۱۸۹۶ تا ۱۹۰۴ به‌طور کامل از فهرست رای دهندگان حذف شدند. رشد طبقه متوسط رو به رشد آنها کند شد. در کارولینای شمالی و دیگر ایالت‌های جنوبی، سیاهان از نامرئی شدن در سیستم سیاسی رنج می‌بردند: «در یک دهه از محرومیت، کمپین برتری سفیدپوست تصویر طبقه متوسط سیاه‌پوست را از ذهن سفیدپوستان کارولینای شمالی پاک کرده بود." در آلاباما ده‌ها هزار سفیدپوست فقیر نیز از حق رای محروم شدند، اگرچه در ابتدا قانونگذاران به آنها قول داده بودند که تحت تأثیر محدودیت‌های جدید قرار نگیرند.
در برخی موارد، اقدامات مترقی که ظاهراً برای کاهش تقلب در انتخابات انجام شده بود، مانند قانون هشت جعبه در کارولینای جنوبی، علیه رای دهندگان سیاه و سفید که بی سواد بودند، عمل کرد، زیرا آنها نمی‌توانستند دستورالعمل‌ها را دنبال کنند. در حالی که جدایی آمریکایی‌های آفریقایی‌تبار از جمعیت عمومی سفیدپوست در دوران پیشرو (دهه ۱۸۹۰–۱۹۲۰) قانونی و رسمی می‌شد، این امر نیز مرسوم شد. به عنوان مثال، حتی در مواردی که قوانین جیم کرو صراحتاً سیاه‌پوستان را از شرکت در ورزش یا تفریح منع نمی‌کرد، فرهنگ تفکیک‌شده رایج شده بود.
قانون حقوق رای ۱۹۶۵ که توسط اکثریت دو حزبی بزرگ در هر دو مجلس کنگره تصویب شد و توسط رئیس‌جمهور لیندون جانسون امضا شد، هدف پایان دادن به این اعمال بود. یک ماده کلیدی این قانون مستلزم آن بود که ایالت‌هایی با سابقه سلب حق رای از رأی دهندگان سیاهپوست، به ویژه آنهایی که در جیم کرو جنوبی هستند، هرگونه تغییر پیشنهادی در قوانین رأی‌گیری ایالتی را برای «پیش از تأیید» به وزارت دادگستری ارائه کنند. این ماده توسط دادگاه عالی در پرونده ایالت شلبی علیه هولدر (2013). در عقیده مخالف خود، قاضی روت بادر گینزبورگ استدلال می‌کند: «اغلب پیش‌پرداخت زمانی که برای متوقف کردن تغییرات تبعیض‌آمیز کار کرده و به کار خود ادامه می‌دهد، مانند دور انداختن چتر خود در طوفان باران است، زیرا خیس نمی‌شوید.»

#### دهه ۱۹۸۰
در سال ۱۹۸۰، رهبر حزب محافظه‌کار مسیحی جمهوری‌خواه، پل ویریچ، گفت: " من نمی‌خواهم همه رای دهند.
در سال‌های ۱۹۸۱ و ۱۹۸۶، کمیته ملی جمهوری‌خواه(RNC) نامه‌هایی به محله‌های آفریقایی-آمریکایی فرستاد. هنگامی که ده‌ها هزار نفر از آنها غیرقابل تحویل بازگردانده شدند، حزب با موفقیت رای‌دهندگان را به چالش کشید و آنها را از فهرست رای‌گیری حذف کرد. نقض قانون حقوق رای باعث شد کمیته ملی جمهوری‌خواه توسط کمیته ملی دمکراتیک (DNC) به دادگاه کشیده شود. در نتیجه این پرونده، کمیته ملی جمهوری‌خواه یک فرمان رضایت صادر کرد که این حزب را از مشارکت در طرح‌های ضد تقلب که اقلیت‌ها را از انجام کمپین‌های پستی برای «تدوین فهرست‌های چالش رأی‌دهندگان» هدف قرار می‌داد، منع می‌کرد.

## نمونه‌های مدرن

### ۲۰۰۲ رسوایی پارازیت تلفن در انتخابات سنای نیوهمپشایر
در رسوایی پارازیت تلفن در انتخابات سنای نیوهمپشایر در سال۲۰۰۲، مقامات جمهوری‌خواه تلاش کردند با پرداخت پول به بازاریاب‌های تلفنی حرفه ای در آیداهو، تعداد رای دهندگان دموکرات را کاهش دهند تا با شماره تلفن‌های استفاده شده توسط حزب دموکرات در محل رای‌گیری تماس بگیرند. خطوط تلفن در روز انتخابات با بستن خطوط، رای‌دهندگانی که به دنبال سوار شدن از حزب دموکرات هستند، برای رسیدن به حزب برای درخواست حمل و نقل به محل رای‌گیری خود بامشکل بیشتری مواجه شدند.

### انتخابات ریاست جمهوری ۲۰۰۴
ادعاهایی در چندین ایالت مطرح شد مبنی بر اینکه یک گروه خصوصی به نام «گسترش رای دهندگان آمریکا»، که توسط ایالت‌های جداگانه قدرت گرفته بود، فرم‌های ثبت نام رای دهندگان جمهوری‌خواه را جمع‌آوری و ارسال کرده بود در حالی که به‌طور نامناسب فرم‌های ثبت نام رای دهندگان را که رای دهنده جدید برای ثبت نام در حزب دموکرات انتخاب کرده بود، دور انداخته بود. چنین افرادی باور می‌کنند که برای رای دادن ثبت نام کرده‌اند و تنها در روز انتخابات متوجه می‌شوند که ثبت نام نکرده‌اند و نمی‌توانند رای بدهند.
جان پاپاژورج، قانونگذار جمهوریخواه ایالت میشیگان، گفته است: «اگر آرای دیترویت را سرکوب نکنیم، در این انتخابات روزهای سختی خواهیم داشت.»
در سال۲۰۰۶، چهار کارمند کمپین جان کری، نامزد انتخاباتی، به دلیل بریدن لاستیک‌های ۲۵ون اجاره ای توسط حزب جمهوری‌خواه ایالت ویسکانسین که قرار بود برای هدایت رای دهندگان و ناظران جمهوری‌خواه به پای صندوق‌های رای در روز انتخابات ۲۰۰۴ استفاده شود، محکوم شدند. آنها چهار تا شش ماه حبس داشتند. در هنگام صدور حکم برای کارگران کمپین، قاضی مایکل بی. برنان به متهمان گفت: «سرکوب رأی دهندگان در کشور ما جایی ندارد. جرم شما این حق رای را برای برخی از شهروندان سلب کرد.»

### انتخابات سنای ویرجینیا۲۰۰۶
در طول انتخابات سنای ویرجینیا ایالات متحده، ژان جنسن، وزیر هیئت انتخابات ایالت ویرجینیا، به این نتیجه رسید که حوادث سرکوب رأی دهندگان گسترده و عمدی به نظر می‌رسد. حوادث مستند سرکوب رأی دهندگان عبارتند از:
- رای دهندگان دموکرات که تماس‌هایی دریافت می‌کنند که به اشتباه به آنها اطلاع می‌دهد رای دادن منجر به دستگیری می‌شود.
- فراخوان‌های گسترده‌ای که با تقلب ادعا می‌کردند «داوطلبان [نامزد دموکرات سنا» جیم] وب هستند، و به دروغ به رأی‌دهندگان می‌گفتند محل رأی‌گیری‌شان تغییر کرده است.
- بروشورهایی که توسط حزب جمهوری‌خواه پرداخت شده است، با بیان «از این انتخابات پرش کنید» که ظاهراً سعی در سرکوب مشارکت آفریقایی-آمریکایی‌ها داشته است.

از آن زمان اف‌بی‌آی تحقیقاتی را در مورد تلاش‌های سرکوب آغاز کرده است. علیرغم این اتهامات، جیم وب، دموکرات، جورج آلن را با اختلاف اندکی شکست داد.

### انتخابات ریاست جمهوری ۲۰۰۸

#### میشیگان
در ۱۶ سپتامبر۲۰۰۸، وکلای باراک اوباما، نامزد دموکرات ریاست‌جمهوری وقت آمریکا، اعلام کردند که قصد دارند دستوری برای توقف طرح قفس‌بندی ادعایی در میشیگان صادر کنند. گفته می‌شود که حزب جمهوری‌خواه میشیگان از فهرست‌های توقیف خانه‌ها برای بچالش کشیدن رأی‌دهندگانی که ازخانه‌های سلب‌شده‌شان بعنوان آدرس اصلی خود دررأی‌گیری استفاده می‌کنند، استفاده کرده است. مقامات جمهوری‌خواه میشیگان این لباس را «ناامیدکننده» نامیدند. حزب دموکرات در نهایت این پرونده را کنار گذاشت و در عوض یک توافق عمومی غیر الزام‌آور از طرف حزب جمهوری‌خواه میشیگان مبنی بر عدم شرکت در چالش‌های رأی دهندگان مبتنی برتوقیف راپذیرفت.
در ۳۰ اکتبر۲۰۰۸، یک دادگاه تجدیدنظر فدرال درپاسخ بشکایت اتحادیه آزادی‌های مدنی آمریکا ازمیشیگان که قانونی بودن یک قانون ایالتی میشیگان را زیر سؤال می‌برد، دستور بازگرداندن ۵۵۰۰رای‌دهنده ای را که به اشتباه از فهرست رای دهندگان توسط ایالت حذف شده بودند، صادر کرد. رای‌دهندگانی که به تازگی ثبت نام کرده‌اند، هرزمان که کارت شناسایی رای دهنده آنها توسط اداره پست بعنوان غیرقابل تحویل بازگردانده شود.

#### مینه سوتا
طبق گزارش‌ها، سازمان غیرانتفاعی محافظه کار مینه سوتا اکثریت با تماس‌های تلفنی ادعا می‌کند که وزیر امور خارجه مینه سوتا نگرانی‌هایی در مورد اعتبار ثبت نام رأی دهندگان دارد. اقدامات آنها به دفتر دادستان شهرستان رمزی ارجاع شد.

#### پنسیلوانیا
در روز انتخابات۲۰۰۸، در یک مرکز رای‌گیری در فیلادلفیا، پنسیلوانیا، دو عضو حزب پلنگ سیاه جدید(NBPP) وزیر کینگ سمیر شباز و جری جکسون با یونیفرم‌هایی که شرح داده شده است، در مقابل ورودی یک حوزه رای‌گیری بعنوان نظامی یا شبه نظامی ایستادند. شباز یک چماق بیلی حمل می‌کرد و گزارش شد که آن را به سمت رای دهندگان نشانه رفته و توهین‌های نژادی را فریاد می‌زد، از جمله عباراتی مانند «شیطان سفید» و «شما قرار است توسط مرد سیاهپوست، ترقه، اداره شوید». این حادثه توجه پلیس را به خود جلب کرد و پلیس حوالی ساعت ۱۰صبح شباز را از محل دور کرد که بخشی از آن به دلیل بیلی کلاب او بود. به جکسون اجازه داده شد در آنجا بماند زیرا او یک ناظر نظرسنجی تأیید شده بود و متهم به ارعاب نبود. استفن رابرت مورس، پس از رسیدن به صحنه، از شباؤ فیلمبرداری کرد. این حادثه پس از آپلود ویدیو در یوتیوب و با بیش از یک میلیون بازدید در فضای مجازی مورد توجه ملی قرار گرفت. حادثه فیلادلفیا به عنوان پرونده ارعاب رأی دهندگان حزب پلنگ سیاه جدید شناخته شد.
هیچ شکایتی از سوی رای دهندگان در مورد این حادثه ثبت نشد، اگرچه ناظران نظرسنجی شاهد بودند که برخی از رای دهندگان به صندوق‌های رای نزدیک شده و سپس دور شدند، ظاهراً در پاسخ به اعضای حزب پلنگ سیاه جدید. با این وجود، وزارت دادگستری دولت بوش (DOJ) از این حادثه مطلع شد و تحقیقات را آغاز کرد. در ژانویه۲۰۰۹، کمتر از دو هفته قبل از ترک قدرت توسط دولت بوش، کریستوفر کوتس از بخش حقوق مدنی وزارت دادگستری شکایت مدنی بر اساس قانون حقوق رای علیه چهار متهم، از جمله شباز، تنظیم کرد. هیچ مدرکی مبنی بر اینکه اقدامات شباز توسط حزب یا رهبر ملی آن هدایت یا تحریک شده بود وجود نداشت. اگرچه هیچ‌یک از متهمان این شکایت را به چالش نکشیدند، اما دولت اوباما در ماه مه۲۰۰۹ از همه ادعاهای خود به جز شباز صرفنظر کرد.
در پاسخ به این جنجال، حزب پلنگ سیاه جدید شعبه فیلادلفیا خود را به حالت تعلیق درآورد و وزیر پادشاه شباز را در پستی در وب سایت خود رد کرد. در دسامبر۲۰۱۰، کمیسیون حقوق مدنی گزارشی را منتشر کرد که در آن نتیجه‌گیری شد که تحقیقات آنها «نمونه‌های خاص متعددی از خصومت و مخالفت آشکار» را در وزارت دادگستری اوباما برای پیگیری پرونده‌هایی که در آن سفیدپوستان قربانی شده‌اند، کشف کرده است. این گزارش، وزارت دادگستری را متهم به همکاری نکردن با تحقیقات درمورد دلیل توقف پرونده کرد.

#### ویسکانسین
حزب جمهوری‌خواه تلاش کرد تا تمام ۶۰۰۰۰رای‌دهنده در شهر دموکرات میلواکی که از ۱ ژانویه۲۰۰۶ ثبت نام کرده بودند را از فهرست رای دهندگان حذف کند. این درخواست‌ها توسط کمیسیون انتخابات میلواکی رد شد، اگرچه باب اسپیندل، کمیسر جمهوری‌خواه به حذف رای داد.

### انتخابات فرمانداری مریلند ۲۰۱۰
در انتخابات فرمانداری مریلند در سال۲۰۱۰، کمپین باب ارلیش، نامزد جمهوری‌خواه، مشاوری را استخدام کرد که توصیه می‌کرد «اولین و مطلوب‌ترین نتیجه سرکوب رای دهندگان است» به شکل «رای دهندگان آفریقایی-آمریکایی در خانه بمانند.» برای این منظور، جمهوری خواهان روز انتخابات هزاران تماس اجباری برای رای دهندگان دموکرات ارسال کردند و به آنها گفتند که مارتین اومالی، نامزد دموکرات، پیروز شده است، اگرچه در واقع صندوق‌های رای هنوز حدود دو ساعت دیگر باز بود. فراخوان جمهوری خواهان که به نظر می‌رسد از طرف دموکرات‌ها آمده است، به رای دهندگان گفت: «آرام باشید. همه چیز خوب است. تنها چیزی که باقی می‌ماند این است که امشب آن را از تلویزیون تماشا کنید.» این تماس‌ها به ۱۱۲۰۰۰رای‌دهنده در مناطق اکثریت آفریقایی آمریکایی رسید. در سال۲۰۱۱، مدیر ستاد انتخاباتی ارلیخ، پل شوریک، به دلیل این تماس‌ها به کلاهبرداری و سایر اتهامات محکوم شد. در سال۲۰۱۲، او به ۳۰روز حبس خانگی، یک سال حبس تعلیقی و ۵۰۰ساعت خدمات اجتماعی در طول چهار سال دوره آزمایشی خود، بدون جریمه یا حبس محکوم شد. نامزد دموکرات با اختلاف بیش از ۱۰ درصد پیروز شد.

### جنجال رای‌گیری زودهنگام ۲۰۱۵ در مریلند
در شهرستان مونتگومری مریلند، جمهوری خواهان قصد داشتند دو محل رای‌گیری زودهنگام را از بتسدا و برتونسویل پرجمعیت به مناطق کم جمعیت تر در بروکویل و پوتوماک منتقل کنند. آنها مدعی بودند که به دنبال «تنوع جغرافیایی» بیشتر هستند. دموکرات‌ها آنها را بتلاش برای سرکوب رای متهم کردند. سایت برتونزویل بیشترین رای دهندگان اقلیت را در بین تمام سایت‌های رای‌گیری زودهنگام درشهرستان داشت، در حالی که مکان‌های جدید پیشنهادی در مناطق دوستدار جمهوری خواهان با ساکنان اقلیت کمتر بود. رئیس هیئت انتخاباتی جمهوری‌خواه درکمیته شورای شهرستان اعتراف کرد که او و ۲همکار حزب جمهوری‌خواه یک کنفرانس تلفنی بارئیس کمیته مرکزی حزب جمهوری‌خواه مونتگومری برگزار کردند. آنها گفتند این فراخوان که دموکرات‌ها ازآن مستثنی شدند، قانونی بود. دموکرات‌ها آن را نقض قانون جلسات آزاد مریلند خواندند. تاد ابرلی، استاد علوم سیاسی ازکالج سنت مری، ادعای جمهوری خواهان را «دفاعی احمقانه» خواند.

### انتخابات ریاست جمهوری ۲۰۱۶
انتخابات ریاست جمهوری۲۰۱۶ اولین انتخابات در ۵۰سال گذشته بود که از همه حمایت‌های قانون اصلی حقوق رای‌گیری دریغ نکرد. در چهارده ایالت محدودیت‌های رأی‌گیری جدید اعمال شد، از جمله ایالت‌های نوسانی مانند ویرجینیا و ویسکانسین.

#### کانزاس
در اوایل سال ۲۰۱۶، یک قاضی ایالتی قانونی را لغو کرد که رای دهندگان را ملزم می‌کرد در مواردی که رای دهنده از فرم ثبت نام ملی رای دهندگان استفاده کرده بود، مدرک شهروندی خود را نشان دهند. در ماه مه، یک قاضی فدرال به ایالت کانزاس دستور داد تا ثبت نام حدود ۱۸۰۰۰رأی دهنده را که ثبت نامشان به تأخیر افتاده بود، آغاز کند، زیرا مدرک شهروندی را نشان نداده بودند. کریس کوباخ، وزیر امور خارجه کانزاس دستور داد که رای دهندگان ثبت نام کنند، اما نه برای انتخابات ایالتی و محلی. در ماه ژوئیه، یک قاضی شهرستان دستور کوباخ را لغو کرد. کوباچ بارها توسط اتحادیه آزادی‌های مدنی آمریکا (ACLU) به اتهام تلاش برای محدود کردن حق رای در کانزاس مورد شکایت قرار گرفته است.
به‌طور خاص، فیش کوباخ در سال۲۰۱۶ تشکیل شد و در دادگاه منطقه ای ایالات متحده برای ناحیه کانزاس در سال۲۰۱۸ توسط قاضی ارشد منطقه جولی رابینسون مورد رسیدگی قرار گرفت. او توسط رئیس‌جمهور جورج دبلیو بوش، یک جمهوری‌خواه، به سمت نیمکت منصوب شده بود. او دریافت که قانون مستند شهروندی کوباخ به‌طور غیرقانونی از پذیرش ۱۲٫۴درصد از درخواست‌های ثبت نام رأی‌دهندگان جدید توسط شهروندان آمریکایی خودداری کرده است، در حالی که در عمل، بیش از ۳۱۰۰۰ نفر، برای محافظت از «یکپارچگی» انتخابات در برابر تهدید رای توسط ۳۹ نفر غیرقانونی است. شهروندانی که برای رای دادن ثبت نام کرده بودند. علاوه بر این، «نرخ رای در میان ثبت نام‌کنندگان غیرشهروندی ادعا شده در فهرست مطابقت [گواهینامه رانندگی موقت کانزاس] حدود ۱٪ است، در حالی که نرخ رای در میان ثبت نام کنندگان در کانزاس به‌طور کلی حدود ۷۰٪ است.» او همچنین خاطرنشان کرد که هانس فون اسپاکوفسکی، که کوباخ او را به عنوان شاهد کارشناس فراخواند، اظهارات گمراه‌کننده متعددی را بیان کرده است، از جمله ادعا می‌کند که یک مطالعه دیوان محاسبات آمریکا در ایالات متحده نشان می‌دهد که تا ۳ درصد از ۳۰۰۰۰نفر خواستار انجام وظیفه هیئت منصفه از نقش‌های ثبت نام رای دهندگان شده‌اند. دوره دو ساله تنها در یک دادگاه منطقه ای ایالات متحده شهروندان ایالات متحده نبودند. با این حال، در بازجویی متقابل، وی اذعان کرد که مطالعه دیوان محاسبات آمریکا حاوی اطلاعاتی در مورد ۸ دادگاه منطقه است، که ۴مورد از آنها گزارش کرده بودند که هیچ غیرشهروندی برای انجام وظیفه هیئت منصفه فراخوانده نشده‌اند و ۳ مورد دیگر گزارش داده‌اند که کمتر از ۱٪ از آنها برای انجام وظیفه هیئت منصفه دعوت شده‌اند، از فهرست رای دهندگان غیرشهروند بودند.

#### کارولینای شمالی
در سال۲۰۱۳، مجلس ایالتی لایحه‌ای را تصویب کرد که رای‌دهندگان را ملزم به نشان دادن کارت شناسایی عکس‌دار صادر شده توسط کارولینای شمالی، گذرنامه یا کارت شناسایی نظامی برای شروع در سال۲۰۱۶ می‌کند. گواهینامه‌های رانندگی خارج از ایالت تنها در صورتی پذیرفته می‌شد که رای دهنده ظرف ۹۰روز پس از انتخابات ثبت نام کرده باشد و شناسنامه عکس دانشگاه قابل قبول نباشد. در ژوئیه۲۰۱۶، هیئتی متشکل از سه قاضی از دادگاه تجدیدنظر ناحیه چهارم، تصمیم دادگاه بدوی را در تعدادی از اقدامات تلفیقی لغو کرد و شرایط شناسایی عکس دار قانون را لغو کرد و دریافت که مقررات جدید رای‌گیری آمریکایی‌های آفریقایی‌تبار را "با دقت تقریباً جراحی" هدف قرار داده است."، و اینکه قانونگذاران با "نیت تبعیض آمیز" واضح در وضع قوانین سختگیرانه انتخاباتی عمل کرده‌اند و قوانین را بر اساس داده‌هایی که در مورد ثبت نام و الگوهای رای‌گیری آفریقایی-آمریکایی دریافت کرده‌اند شکل داده‌اند. در ۱۵می۲۰۱۷، دادگاه عالی ایالات متحده از بررسی حکم دادگاه استیناف خودداری کرد.

#### داکوتای شمالی
داکوتای شمالی در سال۱۹۵۱ ثبت نام رای دهندگان را برای انتخابات ایالتی و فدرال لغو کرد، تنها ایالتی که این کار را انجام داد. از سال۲۰۰۴، رای دهندگان را ملزم کرده است تا قبل از اینکه بتوانند رای دهند، یک شناسه تأیید شده ارائه کنند، که یکی از آنها شناسه قبیله ای بود که معمولاً بومیان آمریکا از آن استفاده می‌کردند. با این حال، استفاده از صندوق پستی در این شناسه به جای آدرس محل سکونت، معمول و قانونی بود. این امر منجر به متهم شدن داکوتای شمالی به سرکوب رای دهندگان شده است، زیرا بسیاری از بومیان آمریکا از رای دادن به دلیل نداشتن یک شناسه تأیید شده با آدرس محل سکونت خودداری می‌کردند.
قانون شناسه داکوتای شمالی به‌ویژه بر تعداد زیادی از بومیان آمریکا تأثیر منفی گذاشته است، بطوری که تقریباً یک چهارم از بومیان آمریکا در این ایالت، که در غیر این صورت واجد شرایط رأی دادن بودند، به دلیل نداشتن شناسنامه مناسب، از رأی دادن خودداری می‌شوند. در مقایسه با ۱۲درصد غیرهندی‌ها. یک قاضی در ژوئیه۲۰۱۶ قانون شناسنامه را لغو کرد و همچنین گفت: «شواهد غیرقابل انکار در دادگاه نشان می‌دهد که تقلب در رای دهندگان در داکوتای شمالی تقریباً وجود نداشته است.» با این حال، رد رای بر این اساس در انتخابات میان دوره ای ۲۰۱۸ نیز مطرح بود.
در آستانه انتخابات داکوتای شمالی برای مجلس سنای ایالات متحده در سال ۲۰۱۸، قانونگذاران ایالتی تغییراتی را در قوانین شناسایی رای دهندگان اعمال کردند و به ۹مورد «مشکوک» رای دادن مضاعف اشاره کردند. بر اساس قوانین جدید، شناسه رای دهندگان باید به جای صندوق پستی، آدرس محل سکونت را درج می‌کرد. این تغییر منجر به سرزنش و شکایت رای‌دهندگان بومی آمریکا در منطقه لاک‌پشت چیپ‌وا و همچنین ادعاهایی مبنی بر جانبداری از سوی سناتور آن زمان هایدی هیت کمپ، یک دموکرات شد، زیرا این قانون توسط نمایندگان ایالت جمهوری‌خواه حمایت می‌شد. رای دهندگان ادعای تبعیض داشتند و در پرونده‌های حقوقی به نظرسنجی اشاره کردند که نشان می‌داد ۱۸درصد از بومیان آمریکا به دلیل الزام آدرس جدید خیابان فاقد شناسه معتبر هستند، در حالی که این الزام تنها ۱۰٫۹درصد از غیربومیان را تحت تأثیر قرار می‌دهد. این نظرسنجی اختلاف را در نرخ‌های فقر بالاتر و دسترسی کمتر به حمل و نقل در مناطقی با نسبت بیشتری از بومیان آمریکا نشان داد. نبرد حقوقی به سرعت مورد توجه ملی قرار گرفت. در حالی که اریک هولدر، دادستان کل سابق این قانون را «چیزی بیش از سرکوب رای‌دهندگان» نامید، آل کارلسون، رهبر اکثریت مجلس نمایندگان داکوتای شمالی، جمهوری‌خواه، که از این قانون حمایت می‌کرد، گفت: «تلاش ما هرگز این بود که هیچ‌کس را از حق رای محروم نکنیم.» از نقطه نظر قانونگذاری، ما خواهان یکپارچگی در برگه‌های رأی بودیم، اما همچنین می‌خواهیم هر کسی که می‌خواهد رأی دهد که شهروند قانونی است، بتواند محل زندگی خود را شناسایی کند و بتواند رأی دهد.» در نهایت، نبرد حقوقی زمانی پایان یافت که دیوان عالی از رسیدگی به درخواست تجدیدنظر در نوامبر۲۰۱۸ امتناع کرد، که عملاً این قانون در جای خود باقی ماند. در ژوئیه۲۰۱۹، قانون شناسنامه مطابق قانون اساسی تشخیص داده شد. حل و فصل اختلاف در فوریه۲۰۲۰ حاصل شد.

#### اوهایو
از سال۱۹۹۴، اوهایو سیاست حذف رای دهندگان نادر از فهرست را داشته است. در آوریل۲۰۱۶، شکایتی تنظیم شد که این سیاست را به این دلیل که قانون ملی ثبت نام رأی دهندگان در سال1993 (NVRA) و قانون رأی کمک به آمریکا در سال۲۰۰۲ را نقض می‌کند، به چالش کشیده شد. در ماه ژوئن، دادگاه منطقه فدرال برای شاکیان حکم صادر کرد و یک دستور مقدماتی را وارد کرد که فقط برای انتخابات نوامبر۲۰۱۶ قابل اجرا بود. قرار بدوی در شهریورماه توسط دادگاه تجدیدنظر حوزه ششم تأیید شد. اگر آن را تأیید نمی‌کرد، هزاران رای دهنده فقط چند هفته قبل از انتخابات از فهرست حذف می‌شدند.

#### ویسکانسین
ویسکانسین از ۷ آوریل۲۰۱۵ قانون شناسه عکس دار را برای همه انتخابات اجرا کرده است. یک قاضی فدرال دریافت که قانون محدود کننده شناسه رای دهندگان ویسکانسین منجر به «حوادث واقعی محرومیت از حق رای می‌شود که به جای افزایش اعتماد به انتخابات، بویژه در جوامع اقلیت» را تضعیف می‌کند. و با توجه به اینکه هیچ مدرکی دال بر جعل هویت گسترده رای دهندگان در ویسکانسین وجود نداشت، متوجه شد که این قانون «درمان بدتر از بیماری» است. علاوه بر تحمیل الزامات سختگیرانه برای شناسه رای دهندگان، قانون رای‌گیری زودهنگام را کاهش داد، مردم را ملزم کرد که حداقل ۲۸روز قبل از رای دادن در یک بند زندگی کنند، و ارسال برگه‌های رای غایب به رای دهندگان را از طریق ایمیل ممنوع کرد. مطالعه‌ای توسط Priorities USA، یک گروه مدافع مترقی، تخمین می‌زند که قوانین سخت‌گیرانه ID در ویسکانسین منجر به کاهش قابل‌توجه در مشارکت رای‌دهندگان در سال ۲۰۱۶ شد که تأثیر نامتناسبی بر رای‌دهندگان آفریقایی-آمریکایی و متمایل به دموکرات داشت.

### ۲۰۱۷–۲۰۱۸

#### کمیسیون صداقت انتخابات و بررسی متقاطع
در ماه مه۲۰۱۷, ریاست جمهوری دونالد ترامپ تأسیس کمیسیون مشورتی ریاست جمهوری در یکپارچگی انتخابات ظاهراً به منظور جلوگیری از تقلب در رای‌دهندگان، منتقدان پیشنهاد کرده‌اند که هدف واقعی سرکوب رای دهندگان است. این کمیسیون توسط کانزاس دادستان کل و نامزد فرمانداری جمهوری‌خواه رهبری می‌شد کریس کوباچ، مدافع سرسخت قوانین دقیق شناسه رای دهندگان و طرفدار سیستم چک متقابل. کراس چک یک پایگاه داده ملی است که برای بررسی رای دهندگان ثبت شده در بیش از یک ایالت با مقایسه نام و تاریخ تولد طراحی شده است. محققان دانشگاه استنفورد، دانشگاه پنسیلوانیا، دانشگاه هاروارد، و مایکروسافت دریافتند که برای هر نمونه مشروع از ثبت نام دو برابر می‌یابد، الگوریتم کراس چک حدود ۲۰۰ مثبت کاذب را برمی‌گرداند. کوباچ بارها و بارها توسط اتحادیه مدنی آمریکا و دیگر سازمانهای حقوق مدنی برای محدود کردن حق رای در کانزاس شکایت کرد. در ۲۰ فوریه۲۰۱۶, در حالی که صحبت کردن با یک کمیته از کانزاس نمایندگان منطقه کنگره بود چالش‌های خود را از قانون رای‌گیری اثبات شهروندی کرد.
اغلب، تقلب دررای دهندگان به عنوان یک توجیه برای چنین اقداماتی ذکر شده، حتی زمانی که بروز تقلب در رای دهندگان کم است. در ایاوا، قانونگذاران تصویب یک قانون شناسه رای دهندگان سختگیرانه با پتانسیل برای محرومیت از ۲۶۰٬۰۰۰رای‌دهندگان. از ۱٫۶میلیون رای در ایاوا در بازیگران۲۰۱۶, تنها وجود دارد ۱۰اتهامات تقلب در رای‌دهندگان؛ هیچ مورد جعل هویت که یک قانون شناسه رای دهندگان می‌تواند مانع شد. فقط یک نفر، یک رای دهنده جمهوری‌خواه، محکوم شد. وزیر امور خارجه ایاوا پل پیت معمار این لایحه اعتراف کرد: «ما تقلب گسترده رای دهندگان در ایاوا را تجربه نکرده‌ایم.»
اچ بی۵۶, لایحه ضد غیرقانونی مهاجرت با همکاری وزیر امور خارجه کانزاس کریس کوباچ و در سال۲۰۱۱ تصویب شد و مدارک شهروندی موردنیاز توسط رای دهندگان در روزانتخابات معرفی شد. بسیاری از قانون در تجدید نظر درسطوح مختلف دادگاه تجدید نظر باطل شد یا به‌طور داوطلبانه خارج یا دوباره.
دادگاه عالی ایالات متحده در تصمیم سال۲۰۱۴ خود در شهرستان شلبی علیه هولدر، به حوزه‌های قضایی با سابقه سرکوب رای دهندگان اقلیت اجازه داد تا از ادامه الزامات فدرال پیش از صدور مجوز برای تغییرات در ثبت نام رای دهندگان و رای دادن خودداری کنند. ظرف ۲۴ ساعت پس از آن حکم، آلاباما قانونی را که قبلاً در سال ۲۰۱۱ تصویب شده بود، به اجرا درآورد که بر اساس آن باید انواع خاصی از شناسایی عکس‌ها توسط رأی‌دهندگان ارائه شود. دولت در هشت ایالت از ده ایالت که بیشترین درصد جمعیت سیاه را داشتند، دفاتر راهنمایی و رانندگی را بستند، اما تنها در ده ایالت با کمترین جمعیت سیاه. در سال ۲۰۱۶، جان مریل، وزیر امور خارجه آلاباما (SOS) روند درخواست مدرک شهروندی از رای دهندگان را آغاز کرد، علیرغم اینکه مریل گفت از هیچ موردی که افراد غیر شهروند رای داده‌اند اطلاعی نداشته است. مو بروکس، نماینده چهار دوره جمهوری‌خواه، متوجه شد که خودش از لیست خارج شده است. مریل همچنین از انتشار عمومی تصویب قانونی که حدود ۶۰۰۰۰ جنایتکار سابق آلابامیایی را قادر به رأی دادن می‌کرد، خودداری کرد. الزام آلاباما در مورد اثبات شهروندی توسط برایان نیوبی، مدیر کمیسیون کمک به انتخابات فدرال تأیید شده بود. کوباخ از نیوبی در کت و شلوار فدرال حمایت کرده بود و او را قبل از انتصاب جامعه آفریقای شرقی به سمت انتخابات در کانزاس منصوب کرده بود.
طبق یک مطالعه اخیر، آلاباما سومین میزان افرادی است که به دلیل محکومیت به جرم به ازای هر ۱۰۰۰۰۰ ساکن در هر ایالت در سراسر ایالات متحده از رای دادن منع می‌شوند. این به‌طور نامتناسبی بر امریکاییهای آفریقایی تأثیر می‌گذارد. در سال۲۰۱۸، منتقدان دولت را به سلب عمدی رای دهندگان غیر سفیدپوست متهم کردند. تلاش‌های تبلیغاتی حومه‌ها و روستاها توسط کمپین داگ جونز موفقیت‌آمیز بود و او کرسی سنای ایالات متحده را تصاحب کرد، اولین دموکرات در ۲۵ سال گذشته که موفق به انجام این کار شد، و در ایالتی که دونالد ترامپ با ۳۰ امتیاز برنده شده بود.

#### جورجیا
در لوئیزویل، جورجیا، در اکتبر ۲۰۱۸، به شهروندان سالخورده سیاه‌پوست گفته شد که از اتوبوسی که قرار بود آنها را برای رأی‌گیری زودهنگام به محل رأی‌گیری می‌برد، پیاده شوند. قرار بود این سفر با اتوبوس بخشی از تور اتوبوس «طلوع جنوب» باشد که توسط گروه حمایتی «رای دهندگان سیاه‌پوست مهم هستند» حمایت می‌شود. یک کارمند کمیسیون محلی شهرستان جفرسون ظاهراً با مرکز ارشد رأی دهندگان مورد نظر تماس گرفت تا ادعا کند که تور اتوبوس به منزله «فعالیت سیاسی» است که در رویدادهایی که توسط این شهرستان حمایت می‌شود ممنوع است. لاتوشا براون، یکی از بنیانگذاران «رای دهندگان سیاه‌پوست مهم هستند»، پیشگیری از این سفر را به عنوان یک مورد واضح از «... ارعاب رأی دهندگان توصیف کرد. این سرکوب رأی دهندگان به سبک جنوبی است.» صندوق دفاع قانونی و آموزشی انجمن ملی پیشرفت رنگین‌پوستان نامه ای به شهرستان ارسال کرد و خواستار «تحقیقات فوری» در مورد این حادثه شد، که آن را به عنوان «عمل غیرقابل قبول ارعاب رای دهندگان» محکوم کرد که «به‌طور بالقوه چندین قانون را نقض می‌کند.»
وزیر امور خارجه جورجیا، برایان کمپ، نامزد فرمانداری جمهوری‌خواه، مسئول تعیین اینکه آیا رای دهندگان اجازه دارند در انتخابات نوامبر ۲۰۱۸ رای دهند یا خیر، به سرکوب رأی دهندگان متهم شده است. کارشناسان خاطرنشان کردند که رای دهندگان اقلیت از نظر آماری احتمال بیشتری دارد که اسامی حاوی خط فاصله، پسوند یا سایر علائم نگارشی داشته باشند که می‌تواند تطبیق نام آنها در پایگاه‌های داده را دشوارتر کند، و به احتمال زیاد درخواست‌های رای دهنده آنها توسط دفتر کمپ تعلیق می‌شود. باری سی. باردن، استاد دانشگاه ویسکانسین-مدیسون و مدیر مرکز تحقیقات انتخابات این دانشگاه، گفت: «یک قانون غیرواقعی از این دست، بسیاری از فرم‌های ثبت نام مشروع را به اشتباه نشان می‌دهد. علاوه بر این، شواهد نشان می‌دهد که ساکنان اقلیت بیشتر از سفیدپوستان پرچمدار می‌شوند.» کمپ درخواست ۵۳۰۰۰ رای دهنده را که اکثریت آنها اقلیت هستند به حالت تعلیق درآورده است. مهلت‌های سختگیرانه ثبت نام رای دهندگان در جورجیا باعث شد تا ۸۷۰۰۰ گرجی نتوانند رای دهند زیرا پس از پایان مهلت ثبت نام کرده بودند. چارلز استوارت سوم، پروفسور علوم سیاسی در مؤسسه ماساچوست گفت: «حتی اگر همه کسانی که در فهرست معلق هستند در نهایت اجازه رای دادن داشته باشند، موانع بیشتری بر سر راه رای دهندگان لیست قرار می‌دهد که به‌طور نامتناسبی سیاهپوست و اسپانیایی‌تبار هستند.»

#### ایندیانا
در سال ۲۰۱۷، ایندیانا قانونی را تصویب کرد که بر اساس اطلاعات سیستم بحث‌برانگیز بررسی متقابل، به ایالت اجازه می‌دهد رای‌دهندگان را بدون اطلاع آنها از فهرست حذف کند. انجمن ملی پیشرفت رنگین‌پوستان ایندیانا و اتحادیه زنان رای دهنده یک شکایت فدرال علیه کانی لاوسون، وزیر امور خارجه ایندیانا، برای توقف پاکسازی‌ها تنظیم کرده‌اند. در ژوئن ۲۰۱۸، یک قاضی فدرال حکم داد که این قانون ناقض قانون ملی ثبت نام رأی دهندگان است.

### ۲۰۱۹–۲۰۲۰

#### جورجیا
جورجیا تلاش‌هایی را برای اصلاح مشکلات رای‌گیری که در انتخابات۲۰۱۸ رخ داده بود انجام داد. با این حال، در انتخابات مقدماتی ایالتی سال ۲۰۲۰، بی‌نظمی‌های زیادی گزارش شد، از جمله دستگاه‌های گمشده در محل‌های رای‌گیری و برگه‌های رای پستی که هرگز به خانه‌های رای‌دهندگان نرسیدند. جورجیا قانونی دارد که مجرمان مشروط برای جرایم مربوط به فتنه اخلاقی را از رای دادن یا ثبت نام برای رای منع می‌کند، با قانون مشابهی در آلاباما که توسط دادگاه عالی ایالات متحده در ۴۷۱ایالات متحده ۲۲2 (1985) مورد انتقاد قرار گرفت که ریشه در برتری سفیدپوست دارد.

#### تگزاس
در مارس ۲۰۲۰، گزارش شد که تگزاس در بستن محل‌های رای‌گیری در جنوب پیشتاز است و رای دادن را برای آفریقایی-آمریکایی‌های متمایل به دموکرات و لاتین تبارها دشوارتر می‌کند. ۵۰ شهرستانی که بیشترین افزایش در جمعیت آفریقایی-آمریکایی و لاتین تبار را تجربه کرده‌اند، بین سال‌های ۲۰۱۲ تا ۲۰۱۸٬۵۴۲ سایت رای‌گیری بسته شده‌اند، در حالی که آن‌هایی که کمترین افزایش در جمعیت اقلیت‌ها را داشته‌اند، تنها ۳۴ مورد بسته شده‌اند. شهرستان برازوریا، در جنوب هیوستون، ۶۰ درصد از محل‌های رای‌گیری خود را، زیر حداقل قانونی، بسته است. منشی شهرستان قول داد که دیگر این اتفاق نخواهد افتاد. قانون تگزاس اجازه می‌دهد تا مراکز رأی‌گیری متمرکز شوند، که گاهی اوقات رأی دادن را برای مردم آسان می‌کند. با این حال، بسته شدن ۳۳۴ رای‌گیری در خارج از مراکز رای، همچنان تگزاس را از آریزونا، جورجیا، لوئیزیانا و می‌سی‌سی‌پی برتری می‌دهد.
تگزاس برای رای‌دهندگان بالای ۶۵ سال، بیماران یا معلولان، کسانی که در روز انتخابات از شهرستان خارج می‌شوند و کسانی که در زندان هستند، می‌تواند درخواست رای‌گیری پستی غیابی را محدود کند. تلاش‌ها در دادگاه برای گسترش پست در رای‌گیری قبل از انتخابات۲۰۲۰ به دلیل نگرانی‌های بهداشتی در طول همه‌گیری COVID-19 ناموفق بوده است. علاوه بر این، برخی از واجدین شرایط رای‌دهی پستی می‌خواهند برگه‌های رای پستی را از قبل در نقاط تحویلی ارسال کنند، نه اینکه به خدمات پستی تکیه کنند، سرویس پستی که هشدار داده بود ممکن است اوراق رای به موقع برای شمارش در روز انتخابات نرسد. با این حال، در تاریخ ۱اکتبر، فرماندار تگزاس، گرگ ابوت، یک جمهوری‌خواه، دستور داد تا یک مکان برای هر شهرستان برای خروج از این شهر محدود شود. بعنوان مثال، شهرستان هریس مورد توجه رسانه ملی قرار گرفت زیرا بزرگتر از اندازه رود آیلند است و ۲٫۴میلیون رای دهنده ثبت نام کرده است، اما تنها توسط یک مکان دراپ باکس رای دهنده به آن خدمات داده می‌شود. در ۱۰ اکتبر، یک قاضی دستور اجازه دادن به تنها یک امتیاز حذف رای غایب در هر شهرستان را مسدود کرد، بر این اساس که این امر بر رای دهندگان مسن و ناتوان تأثیر می‌گذارد. دادگاه تجدیدنظر تگزاس در ۲۳ اکتبر این حکم را تأیید کرد که فرماندار جمهوری‌خواه نمی‌تواند سایت‌های ارسالی رای نامه‌های پستی را به یک در هر شهرستان محدود کند.
برخی از جمهوری‌خواهان برجسته تگزاس در سپتامبر۲۰۲۰ از فرماندار ابوت شکایت کردند و بدنبال محدود کردن تعداد روزهای مجاز رای‌گیری زودهنگام در این ایالت بودند. آنها بدنبال عقب انداختن تاریخ شروع رای‌گیری زودهنگام از ۱۳ اکتبر به ۱۹ اکتبر بودند. رای‌گیری زودهنگام توسط فرماندار در ماه ژوئیه، در پاسخ به بیماری همه گیر و محدودیت‌هایی که وی در رای دادن بر نامه اعمال کرده بود، گسترش داد. همین شکایت همچنین بدنبال محدود کردن چارچوب زمانی برای ارسال برگه‌های رای پستی بصورت شخصی بود. یک هفته بعد شکایت مشابهی توسط جمهوریخواهان هیوستون تنظیم شد و بدنبال محدودیت‌های مشابه برای رای‌گیری حضوری و غیابی در شهرستان هریس بود. دادگاه عالی تگزاس علیه جمهوری خواهان حکم داد و اجازه داد رای‌گیری زودهنگام از ۱۳ اکتبر تا ۳۰ اکتبر۲۰۲۰ برگزار شود
یک فعال محافظه‌کار و سه نامزد جمهوری‌خواه در اواخر اکتبر۲۰۲۰ شکایت کردند تا ۱۲۷۰۰۰رای رای‌گیری در شهرستان هریس که عمدتاً دموکرات است، ریخته شود. یک قاضی فدرال مانند دادگاه عالی تگزاس، شکایت جمهوریخواهان را رد کرد.
مشارکت در انتخابات۲۰۲۰ تگزاس بیش از ۶درصد افزایش یافت و رکورد ۲۸ساله را شکست و هر دو نامزد ریاست جمهوری از حزب اصلی رکورد بیشترین رای را که تا به حال برای یک نامزد در تگزاس داده شده شکستند.

#### ویسکانسین
در سال۲۰۱۹، قاضی دادگاه منطقه، پل وی. مالوی از شهرستان اوزاکی، ویسکانسین، ۲۳۴۰۰۰رای‌دهنده را از فهرست ایالتی حذف کرد. جاش کاول، دادستان کل ویسکانسین، به نمایندگی از کمیسیون انتخابات ویسکانسین، برای توقف پاکسازی درخواست کرد.
این موضوع توسط مؤسسه قانون و آزادی ویسکانسین(WILL) , یک سازمان محافظه کار که عمدتاً توسط بنیاد بردلی حمایت می‌شود، به دادگاه ارائه شد که چنین اهداف سیاسی را تأمین می‌کند. این شکایت از کمیسیون انتخابات ویسکانسین خواسته بود که به «گزارش جابجایی‌ها» که از تجزیه و تحلیل داده‌های رای دهندگان تهیه شده توسط مرکز اطلاعات ثبت نام الکترونیکی (ERIC)، یک مشارکت ملی و غیرحزبی که در سال۲۰۱۲ توسط مؤسسه خیریه پیو تأمین مالی شده بود، پاسخ دهد. مرکز اطلاعات ثبت نام الکترونیکی اطلاعات ثبت نام رای دهندگان را برای بهبود دقت فهرست رای دهندگان به اشتراک می‌گذارد. این گزارش ۲۳۴۰۳۹رای‌دهنده را که ممکن است به آدرسی نقل مکان کرده باشند که هنوز در فرم‌های ثبت نام رای دهندگانشان به روز نشده است، برچسب گذاری شده است. علیرغم شواهد ناچیز برای حذف آن تعداد فوق‌العاده رای‌دهندگان واجد شرایط، ویسکانسین ممکن است مجبور شود از دستور مالوی پیروی کند. در ۲ ژانویه۲۰۲۰، ویل گفت که از دادگاه منطقه خواسته است تا کمیسیون انتخابات را با تحقیر، تا ۱۲۰۰۰دلار جریمه روزانه محکوم کند، تا زمانی که دستور مالوی در تاریخ ۱۷ دسامبر ۲۰۱۹ را برای پاکسازی صدها هزار رای دهنده ثبت نام شده از فهرست‌های رای صادر کند. احتمالاً به آدرس دیگری منتقل شده‌اند.
این پرونده در یک دادگاه استیناف ایالتی مورد رسیدگی قرار گرفت، اما تصور می‌شد که دادگاه عالی ویسکانسین تحت سلطه محافظه کاران احتمالاً به آن رسیدگی خواهد کرد. ادعا می‌شود که این پاکسازی رای دهندگان شهرهای مدیسون و میلواکی و شهرهای دانشگاهی را هدف قرار داده است که همگی به نفع دموکرات‌ها هستند. گرگ پالست، کارشناس سلب حق رای، تلاش ویسکانسین برای پاکسازی رأی دهندگان را به عنوان بخشی از استراتژی ملی جمهوری خواهان می‌داند.

### همه‌گیری COVID-19 و رای‌گیری از طریق پست،انتخابات ۲۰۲۰ ایالات متحده
همه‌گیری کووید-۱۹ در ایالات متحده چالش‌هایی را برای انتخابات۲۰۲۰ ایجاد کرد، به طوری که بسیاری از ایالت‌ها رأی‌گیری از طریق پست را گسترش دادند تا رای دهندگان مجبور نباشند بین رای ندادن و خطر بیماری با رأی دادن حضوری یکی را انتخاب کنند. پرزیدنت ترامپ محدود کردن رای‌گیری از طریق پست را تشویق کرد و صدها شکایت در مورد اینکه آیا الزامات شاهد، ضرب‌الاجل ورود، حذف صندوق‌های رای، کاهش محل‌های رای‌گیری، و رد تهاجمی امضاهای «ناهمخوان» حق رای را نقض می‌کند یا خیر، مطرح شد.
تعداد زیاد موارد COVID-19 باعث به تعویق افتادن انتخابات مقدماتی شده است. رای دادن از طریق پست به یک روش فزاینده رایج در ایالات متحده تبدیل شده است، به طوری که ۲۵٪از رای دهندگان در سراسر کشور برگه‌های رای خود را در سال های۲۰۱۶ و ۲۰۱۸پست می‌کنند. اعتقاد بر این است که همه‌گیری ویروس کرونا در سال۲۰۲۰ به دلیل خطر احتمالی تجمع در محل‌های رای‌گیری باعث افزایش زیادی در رای‌گیری پستی شده است. این روش رای‌گیری از طریق پست ممکن است به‌طور بالقوه محدود به ساکنان باشد. برای انتخابات۲۰۲۰، یک تجزیه و تحلیل ایالت به ایالت به این نتیجه رسید که ۷۶درصد از آمریکایی‌ها واجد شرایط رای دادن از طریق پست در سال۲۰۲۰ خواهند بود که یک عدد بی‌سابقه است. تجزیه و تحلیل پیش‌بینی کرد که ۸۰ میلیون‌ها رای می‌توانند در سال۲۰۲۰ از طریق پست به صندوق انداخته شود که بیش از دو برابر تعداد در سال۲۰۱۶ است؛ بنابراین، رای دادن در سال۲۰۲۰ ممکن است گروه‌های اقلیت مانند افراد بی خانمان، گروه‌های اجتماعی-اقتصادی پایین‌تر، و افرادی که قادر به ثبت نام برای رای دادن از طریق اینترنت نیستند، حذف شود. بعنوان مثال، ایالت نیویورک، با انبوهی از موارد کووید، سعی کرده است که انتخابات اولیه خود را لغو کند و به رأی‌گیری از طریق پست روی آورده است.
خدمات پستی در ژوئیه۲۰۲۰ نامه ای به چندین ایالت ارسال کرد و هشدار داد که این سرویس نمی‌تواند مهلت‌های ایالتی را برای درخواست و دادن رای غیابی در آخرین لحظه انجام دهد. مجلس نمایندگان بمنظور تسهیل سیل پیش‌بینی‌شده از صندوق‌های رای پستی، ۲۵میلیارد دلار کمک اضطراری به اداره پست اضافه کرد. ترامپ اعتراف کرد که اداره پست برای رسیدگی به رای‌گیری پستی اضافی به بودجه بیشتری نیاز دارد و گفت که هیچ کمک مالی اضافی اعطا نخواهد کرد زیرا می‌خواهد از افزایش رای‌گیری از طریق پست جلوگیری کند.
همان‌طور که در سایت رؤیای مشترک گزارش شده است، به عنوان نمونه ای از اتفاقات در سراسر کشور، رئیس اتحادیه کارگران پست آیووا "[سه شنبه ۱۱ اوت۲۰۲۰] ادعا کرد که ماشین‌های مرتب سازی نامه در حال "حذف" از دفاتر پست در ایالت او هستند. بسیاست‌های جدید تحمیل شده توسط رئیس پست ژنرال لوئیس دی جوی، یکی از حامیان اصلی جمهوری‌خواه به رئیس‌جمهور دونالد ترامپ، که تغییرات عملیاتی‌اش منجر بکاهش چشمگیر پست الکترونیکی در سراسر کشور شده است. کیمبرلی کارول، رئیس اتحادیه کارگران پست آیووا - کهنه کار ۳۰ساله خدمات پستی در پاسخ به سوال نوئل کینگ از رادیو ملی ملی که آیا تأثیر تغییرات دی جوی را احساس کرده است، پاسخ مثبت داد و گفت: «ایمیل در دفاتر ما شروع به انباشته شدن کرده است. و ما شاهد حذف تجهیزات هستیم.' کارول در ادامه تصریح کرد که "تجهیزاتی که ما برای پردازش نامه برای تحویل استفاده می‌کنیم" از جمله ماشین آلات مرتب سازی از تاسیسات خدمات پستی در آیووا حذف می‌شود زیرا دی جوی با عجله سیاست‌هایی را پیش می‌برد که بگفته منتقدان در حال خرابکاری در روز خدمات پستی است. عملیات امروزی کمتر از ۹۰روز قبل از انتخابات که می‌تواند ببرگه‌های رای پستی وابسته باشد."
با توجه به زمان همه‌گیری ویروس کرونا با توجه به انتخابات ریاست‌جمهوری ۲۰۲۰، مرکز عدالت برنان به ایالت‌ها توصیه کرده است که برنامه‌های اضطراری و گروه‌های ویژه همه‌گیری را برای محدود کردن تأثیر این ویروس بر مشارکت رای دهنده‌ها ایجاد کنند. این یادداشت گسترش رای‌گیری زودهنگام و ثبت نام آنلاین و یک گزینه جهانی رای‌گیری از طریق پست را تشویق می‌کند. بویژه برای گروه‌های در معرض خطر این یادداشت توصیه می‌کند که محل‌های رای‌گیری تا جایی که طبق دستورها بهداشت عمومی مجاز است باز بماند تا از محرومیت افرادی که رای دادن از طریق پست برایشان دشوار است، جلوگیری شود. پانزده ایالت (آلاسکا، کانکتیکات، دلاور، جورجیا، هاوایی، ایندیانا،کنتاکی، لوئیزیانا، مریلند، نیوجرسی، اوهایو، پنسیلوانیا، رود آیلند، ویرجینیای غربی، وایومینگ) و پورتوریکو یا انتخابات اولیه خود را به تعویق انداخته‌اند یا برأی‌گیری روی آورده‌اند. پست با مهلت تمدید شده هیئت انتخاباتی ایالت نیویورک تصمیم گرفت که انتخابات مقدماتی دموکرات‌ها در سال۲۰۲۰ را لغو کند زیرا نیویورک در آن زمان با شیوع گسترده COVID-19 روبرو بود. این تصمیم با واکنش حامی‌های کمپین ریاست جمهوری برنی سندرز مواجه شد، زیرا اگرچه سندرز مبارزه انتخاباتی خود را در ۸ آوریل به حالت تعلیق درآورده بود، اما او همچنان واجد شرایط پذیرش نماینده‌ها و در نتیجه تأثیرگذاری بر برنامه دموکرات۲۰۲۰ بود. کنوانسیون ملی دموکراتیک۲۰۲۰ از تاریخ اصلی خود در ۹ ژوئن به هفته ۱۷ اوت به دلیل COVID-19 منتقل شد. در ویسکانسین، فرماندار تونی اورز (D) در تلاش برای محدود کردن شیوع ویروس، فرمان اجرایی را صادر کرد که رأی‌گیری حضوری را به تعویق انداخت و مهلت رأی‌گیری غیابی را تا ژوئن تمدید کرد. با این حال، دادگاه عالی ایالت ویسکانسین این دستور را رد کرد. تصمیمی که یک روز قبل از انتخابات مقدماتی توسط دادگاه عالی ایالات متحده تأیید شد.

### پیامدهای انتخابات ۲۰۲۰
پس از اینکه جو بایدن در انتخابات ریاست جمهوری۲۰۲۰ دونالد ترامپ را شکست داد، قانونگذاران جمهوری‌خواه در سراسر کشور شروع به حمله به روش‌های رای‌گیری مورد استفاده در انتخابات کردند. با تکیه بر ادعاهای نادرست تقلب گسترده در رای‌گیری و یک انتخابات دزدیده شده، تا فوریه۲۰۲۱ مجالس ایالتی جمهوری‌خواه اجرای قوانین و قوانین جدیدی را برای محدود کردن دسترسی به رای به روش‌هایی که به نفع نامزدهای جمهوری‌خواه باشد، آغاز کردند. تا آوریل ۲۰۲۱٬۳۶۱ لایحه در ۴۷ایالت توسط قانونگذاران جمهوری‌خواه پیشنهاد شده است که هدف آنها محدود کردن دسترسی به رأی است.
در مارس ۲۰۲۱، جان کاوانا، یک جمهوری‌خواه منتخب به مجلس نمایندگان آریزونا، محدودیت‌های رأی‌گیری را توجیه کرد: «... همه نباید رأی بدهند… کمیت مهم است، اما ما باید به کیفیت آرا نیز نگاه کنیم.»

## تلاش‌های ضد سرکوب
از سال۲۰۱۵، ایالت‌های مختلف قوانینی را برای ثبت نام خودکار رأی دهندگان وضع کردند. کیت براون، وزیر امور خارجه سابق و فرماندار اورگان، در کنفرانس مشارکت رأی دهندگان «راه حل‌های ایالتی» در پلیتیکو گفت: «ثبت نام مانعی برای مشارکت مردم در این فرایند است.[v]رای دادن یک حق اساسی شهروندی است. و مردم در سراسر کشور باید توانایی دسترسی به این حق اساسی را بدون موانعی مانند ثبت نام داشته باشند." او بشدت به منتقدان سیاست‌هایی مانند قانون "رای دهندگان موتوری" اورگان که باهدف افزایش مشارکت رای دهندگان است، گفت: "من فکر می‌کنم خبر خوب این است که در اورگان، ما در واقع می‌خواهیم مردم در ایالت ما رای دهند." از مارس۲۰۲۱، دموکرات‌ها در کنگره به دنبال تصویب قانون برای مردم بودند، که هدف آن ایجاد استانداردهای ملی جدید برای انتخابات، در عین جلوگیری از اشکال رایج سرکوب رأی‌دهندگان و تسهیل دسترسی به رأی‌گیری است. آنها همچنین به‌روزرسانی قانون حقوق رای۱۹۶۵ را دنبال می‌کردند، که مکانیسم فدرال پیش‌پرداخت خود را برای جلوگیری از سرکوب رای‌دهندگان با انگیزه نژادی توسط دادگاه عالی ایالات متحده در سال۲۰۱۳ باطل شد.